# Wohnsdorf (Hollfeld)
Wohnsdorf ist ein Gemeindeteil der Stadt Hollfeld im Landkreis Bayreuth (Oberfranken, Bayern). Wohnsdorf liegt in der Gemarkung Schönfeld.

## Geografie
Wohnsdorf liegt beiderseits des Baches Lochau, der zum Einzugsgebiet der Wiesent gehört und im nördlichen Teil der Fränkischen Schweiz entspringt. Die Nachbarorte sind Pilgerndorf und Schönfeld im Norden, Obernsees im Osten, Truppach im Südosten, und Hainbach im Südwesten. Der Weiler ist vom sieben Kilometer entfernten Hollfeld aus über die Staatsstraße St 2191 und dann über eine Ortsverbindungsstraße erreichbar, die in Gottelhof von der Staatsstraße abzweigt.

## Geschichte
Bis zur kommunalen Verwaltungsreform war Wohnsdorf ein Gemeindeteil der Gemeinde Schönfeld im Landkreis Ebermannstadt. Die Gemeinde hatte 1961 insgesamt 403 Einwohner, davon 31 in Wohnsdorf, das damals sechs Wohngebäude hatte. Als die Gemeinde Schönfeld mit der bayerischen Gebietsreform am 31. Dezember 1971 aufgelöst wurde, wurde Wohnsdorf zu einem Gemeindeteil der Stadt Hollfeld.